# 普蓝翠雀花
普蓝翠雀花（学名：Delphinium pulanense）是毛茛科翠雀属的植物，是中国的特有植物。分布于中国大陆的西藏等地，生长于海拔5,000米的地区，一般生于山地多石砾山坡，目前尚未由人工引种栽培。